# Asiatischer Hausgecko
Der Asiatische Hausgecko (Hemidactylus frenatus), auch Gewöhnlicher Halbfinger genannt, ist eine kleine Geckoart, die ursprünglich nur in Südostasien vorkam, durch den Menschen aber auf allen tropischen und subtropischen Kontinenten und zahlreichen Inseln verbreitet wurde.

## Verbreitung

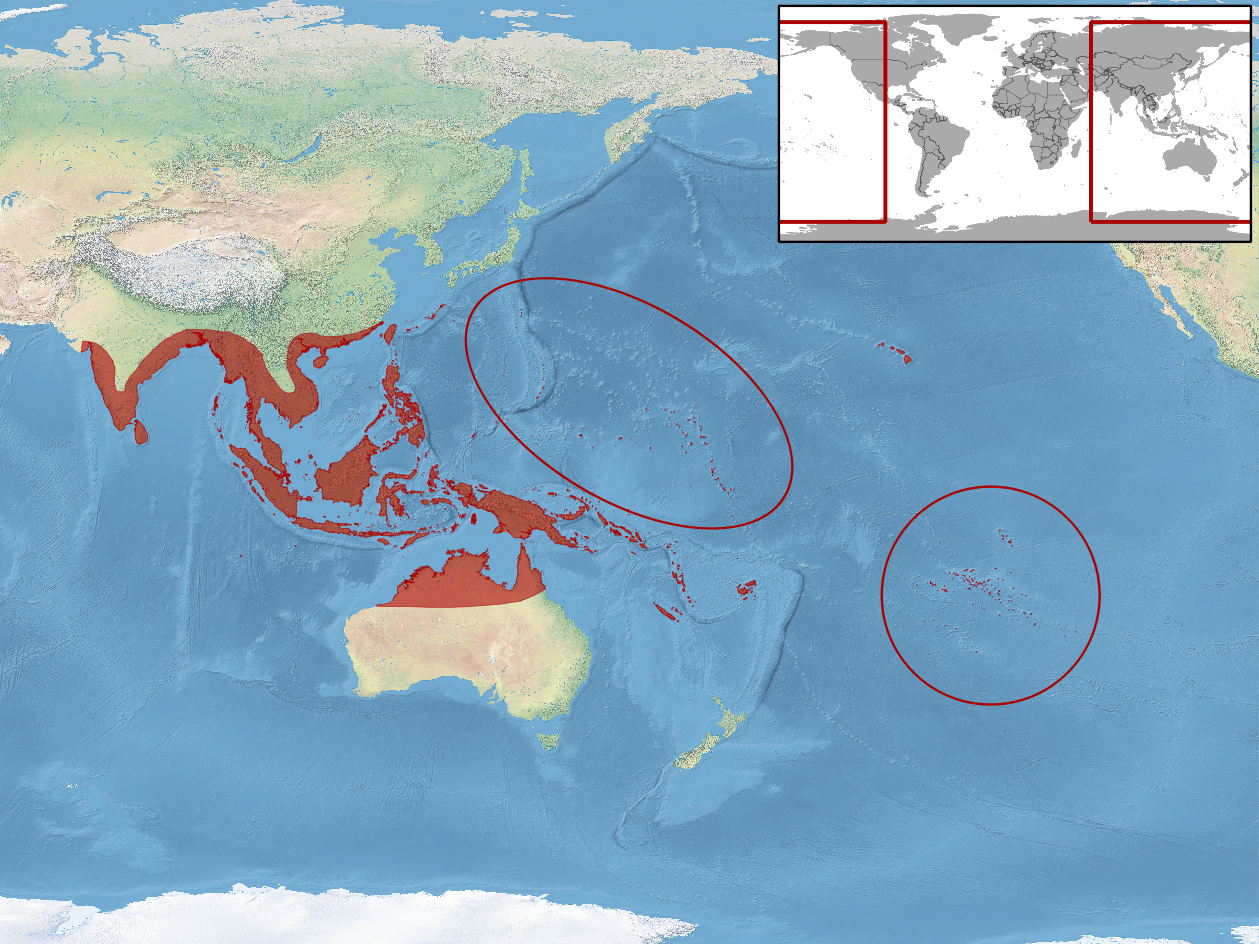
Verbreitungsgebiet (rot)

In Asien reicht das Verbreitungsgebiet der Art von Pakistan im Westen bis Indonesien im Osten und den Ryūkyū-Inseln im Norden. In Afrika findet sich die Art an den Küsten von Dschibuti, Somalia und Kenia, außerdem auf Madagaskar, Mauritius, Réunion, Rodrigues, den Seychellen und auf der Komoreninsel Mayotte. In der Neuen Welt kommt der Gewöhnliche Halbfinger von Mexiko über Mittelamerika bis Kolumbien und Ecuador vor, in Australien im Northern Territory, in Queensland und Westaustralien. Inseln, die die Art besiedelt hat, sind der Chagos-Archipel im Indischen Ozean, Neuguinea, die Salomon-Inseln, die Karolinen (u. a. Pohnpei, Mortlock Islands, Chuuk), Nauru, Vanuatu, Tonga, die Samoainseln, Neukaledonien, Fidschi und die Cookinseln im Pazifik.

## Merkmale
Der Asiatische Hausgecko erreicht eine Kopf-Rumpf-Länge von 6,5 und eine maximale Gesamtlänge von 13,8 cm. Der Körper ist schlank, der Kopf deutlich vom Körper abgesetzt.
Aufgrund der weiten Verbreitung der Art ist sie sowohl farblich als auch hinsichtlich der Beschuppung sehr variabel. Die Oberseite ist in der Regel hell oder dunkel graubraun, einfarbig oder dunkel gefleckt oder gebändert. Der Bauch ist weißlich oder gelblich, die Schwanzunterseite hin und wieder rötlich. An den Kopfseiten findet sich ein dunkler Lateralstreifen. Jungtiere haben die gleiche Färbung wie ausgewachsene Tiere, bei ihnen ist die Färbung aber kontrastreicher. Die Tiere haben zehn bis zwölf Oberlippenschuppen und sieben bis zehn Unterlippenschuppen. Die Ohröffnung ist klein, von ovaler Form und steht schräg. Zwischen den kleinen Rückenschuppen finden sich unregelmäßig angeordnete gekielte, mit Tuberkeln versehene Schuppen. Die Bauchschuppen sind in 28 bis 36 Reihen angeordnet. Sie sind glatt, rundlich und überlappen sich.

## Lebensweise
In Südostasien ist Hemidactylus frenatus ein häufiger Hausgecko, der sowohl in Dörfern als auch in Großstädten vorkommt. Er ist vor allem nacht- und dämmerungsaktiv und in der Nacht häufig in der Nähe von Beleuchtungsanlagen zu sehen, um die sich dort sammelnden Insekten zu jagen. Die keckernden Lautäußerungen, weswegen er auch „Tinktock“ oder „Tschicktschak“ genannt wird, sind häufig auch tagsüber zu hören. Der Asiatische Hausgecko hält sich an oder in Gebäuden, an Felsen, an Bäumen, moderndem Holz oder unter Steinen auf. Die Weibchen legen 4- bis 6-mal im Jahr zwei hartschalige, fast runde Eier ab, die einen Durchmesser von 9 bis 10 mm haben. Die Jungtiere haben beim Schlupf eine Kopf-Rumpf-Länge von 18 bis 22 mm und eine Gesamtlänge von 36 bis 44 mm.